# Benevento Calcio 2006-2007
Questa voce raccoglie le informazioni riguardanti il Benevento Calcio nelle competizioni ufficiali della stagione 2006-2007.

## Rosa
| N. |                      | Ruolo | Calciatore           |
| -- | -------------------- | ----- | -------------------- |
|    | Italia (bandiera)    | D     | Stefano Bianciardi   |
|    | Brasile (bandiera)   | C     | Eduardo Luis Carloto |
|    | Italia (bandiera)    | A     | Luigi Castaldo       |
|    | Italia (bandiera)    | A     | Pietro Clemente      |
|    | Italia (bandiera)    | C     | Alessandro Colasante |
|    | Argentina (bandiera) | A     | Emanuel De Porras    |
|    | Italia (bandiera)    | D     | Stefano Di Fiordo    |
|    | Italia (bandiera)    | A     | Gennaro Esposito     |
|    | Italia (bandiera)    | P     | Piergraziano Gori    |
|    | Italia (bandiera)    | C     | Carmelo Imbriani     |
|    | Italia (bandiera)    | A     | Beniamino Liberti    |
|    | Italia (bandiera)    | C     | Vincenzo Maisto      |

| N. |                            | Ruolo | Calciatore          |
| -- | -------------------------- | ----- | ------------------- |
|    | Italia (bandiera)          | C     | Gennaro Marasco     |
|    | Italia (bandiera)          | D     | Simone Marmorini    |
|    | Italia (bandiera)          | C     | Emanuele Martinelli |
|    | Italia (bandiera)          | C     | Antonio Maschio     |
|    | Italia (bandiera)          | C     | David Masciantonio  |
|    | Italia (bandiera)          | D     | Elio Nigro          |
|    | Italia (bandiera)          | D     | Diego Palermo       |
|    | Italia (bandiera)          | D     | Antonio Palo        |
|    | Italia (bandiera)          | D     | Marco Pedotti       |
|    | Italia (bandiera)          | A     | Enrico Polani       |
|    | Nuova Caledonia (bandiera) | A     | Vincent Xatie Taua  |
|    | Italia (bandiera)          | C     | Davide Vagnati      |